# Balanza de Langmuir-Blodgett

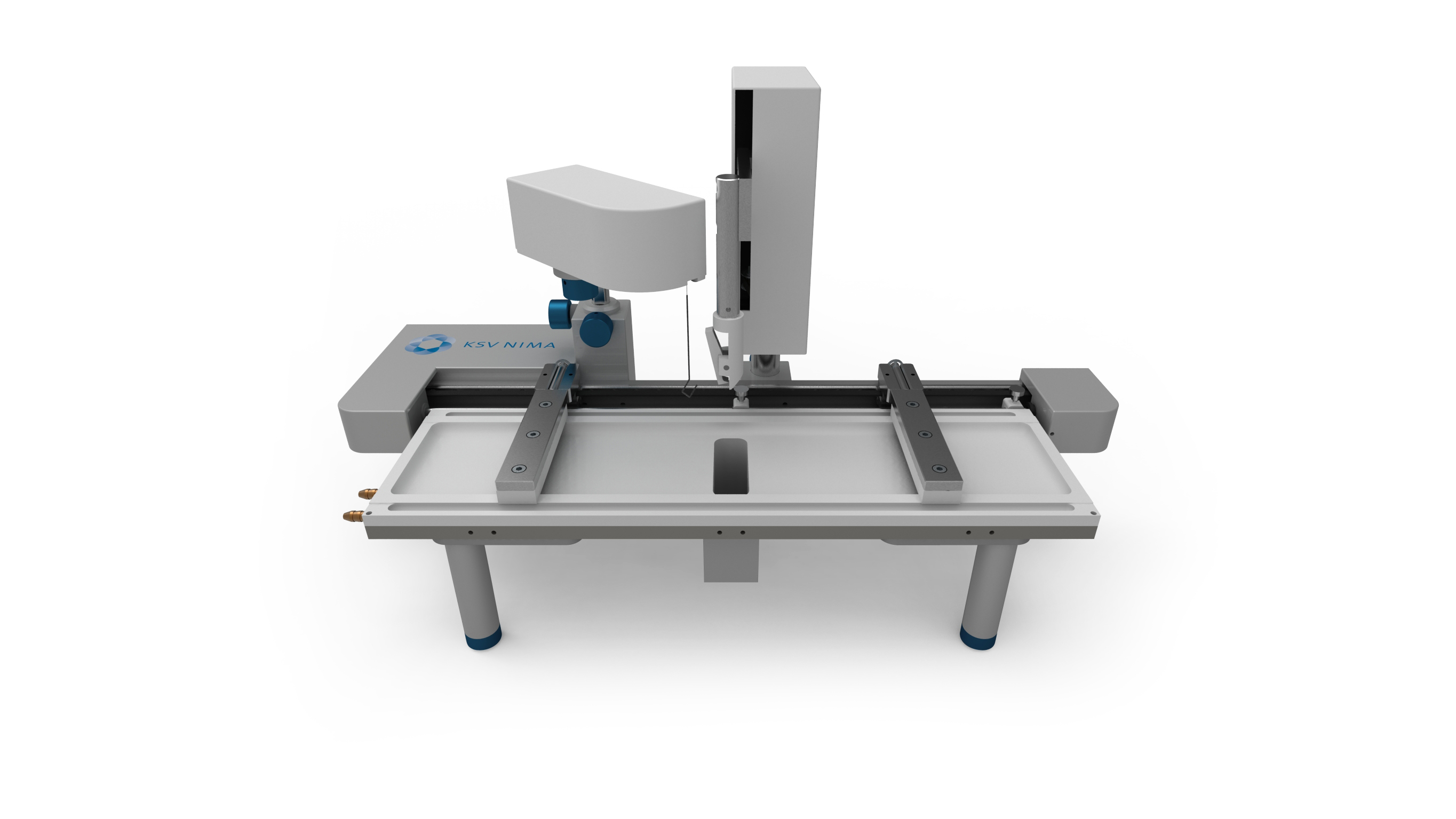
Balanza de Langmuir

La balanza de Langmuir o balanza de Langmuir-Blodgett es un aparato de laboratorio que sirve para formar capas de material de una molécula de espesor sobre la superficie de un líquido, generalmente agua, para el estudio de sus propiedades mediante la compresión de la monocapas o su transferencia posterior a un soporte sólido en forma de película de Langmuir-Blodgett. Consta de un recipiente de un material hidrofóbico, como el teflón y barreras móviles del mismo material utilizadas para comprimir la monocapa.